# 唐氏墓群
唐氏墓群，位于中国广东省湛江市雷州市唐家镇柯山岭。1999年9月15日，公布为雷州市文物保护单位；2008年5月，公布为广东省文物保护单位，2013年3月，公布为第七批全国重点文物保护单位。
唐氏墓群为雷州唐氏始祖唐菽林及历代功名子孙的墓地，始葬于南宋咸淳五年（1269年），总占地面积约343100平方米。